# Герба (Асти)
Герба је насеље у Италији у округу Асти, региону Пијемонт.
Према процени из 2011. у насељу је живело 128 становника. Насеље се налази на надморској висини од 266 м.